# NGC 216
NGC 216 (również PGC 2478) – galaktyka soczewkowata (S0), znajdująca się w gwiazdozbiorze Wieloryba. Odkrył ją William Herschel 9 grudnia 1784 roku.